# گراسلند (تگزاس)
گراسلند (به انگلیسی: Grassland) یک منطقهٔ مسکونی در ایالات متحده آمریکا است که در تگزاس واقع شده‌است. گراسلند ۶۱ نفر جمعیت دارد و ۹۰۱٫۰ متر بالاتر از سطح دریا واقع شده‌است.